# Noah Bischof
Noah Bischof (Feldkirch, 7 dicembre 2002) è un calciatore austriaco, attaccante del Rapid Vienna.

## Carriera

### Club
Cresciuto nei settori giovanili di SC Göfis, Altach e Vorarlberg, nel 2021 fa ritorno all'Altach, con cui esordisce il 24 luglio 2021, in occasione dell'incontro di Bundesliga perso per 0-1 contro il LASK. Il 24 ottobre successivo, realizza la sua prima rete con la squadra e in campionato, siglando l'unico gol dell'incontro che vale la vittoria contro il LASK.

### Nazionale
Ha giocato nella nazionale austriaca Under-21.

## Statistiche

### Presenze e reti nei club
Statistiche aggiornate al 17 settembre 2022.
| Stagione        | Squadra         | Campionato      | Campionato | Campionato | Coppe nazionali | Coppe nazionali | Coppe nazionali | Coppe continentali | Coppe continentali | Coppe continentali | Altre coppe | Altre coppe | Altre coppe | Totale | Totale |
| Stagione        | Squadra         | Comp            | Pres       | Reti       | Comp            | Pres            | Reti            | Comp               | Pres               | Reti               | Comp        | Pres        | Reti        | Pres   | Reti   |
| --------------- | --------------- | --------------- | ---------- | ---------- | --------------- | --------------- | --------------- | ------------------ | ------------------ | ------------------ | ----------- | ----------- | ----------- | ------ | ------ |
| 2021-2022       | Altach          | BL              | 23         | 2          | CA              | 1               | 0               |                    | -                  | -                  |             | -           | -           | 24     | 2      |
| 2022-2023       | Altach          | BL              | 4          | 0          | CA              | 1               | 0               |                    | -                  | -                  |             | -           | -           | 5      | 0      |
| Totale carriera | Totale carriera | Totale carriera | 27         | 2          |                 | 2               | 0               |                    | -                  | -                  |             | -           | -           | 29     | 2      |